# Zverinogolovskij rajon
Lo Zverinogolovskij rajon (in russo Звериноголовский район?) è un rajon dell'Oblast' di Kurgan, nel Bassopiano della Siberia occidentale.